# Pterodontia analis
Pterodontia analis är en tvåvingeart som beskrevs av Macquart 1846. Pterodontia analis ingår i släktet Pterodontia och familjen kulflugor.
Artens utbredningsområde är Colombia. Inga underarter finns listade i Catalogue of Life.